# Omonadus
Omonadus – rodzaj chrząszczy z rodziny nakwiatkowatych i podrodziny Anthicinae.
Chrząszcze te mają wierzch ciała porośnięty szczątkowym, rzadkim, bardzo krótkim, przylegającym, ledwo co widocznym owłosieniem. Mają dużą, poprzeczną głowę pozbawioną wypukłości lub niepunktowanej linii na środku. Krawędź tylna głowy jest prosta, czasem z wyjątkiem wklęśnięcia pośrodku. Krótkie czułki są ku szczytom pogrubione. Forma wypukłego przedplecza jest silnie ku tyłowi zwężona. Powierzchnię przedplecza pokrywa delikatne i rzadkie punktowanie, a niekiedy na jego przedzie występuje para guzków, natomiast zawsze brak jest dołków przypodstawowych. Kształt pokryw jest owalny z wyraźnie zaznaczonymi barkami. Relatywnie krótkie odnóża dysponują wrzecionowatymi udami, a ich stopy charakteryzuje sercowata forma członów przedostatnich. W budowie zewnętrznej ciała nie występują żadne oznaki dymorfizmu płciowego.
Rodzaj kosmopolityczny, znany ze wszystkich krain zoogeograficznych. W Polsce stwierdzono trzy gatunki: kosmopolityczne O. floralis i O. formicarius oraz palearktycznego O. bifasciatus.
Takson ten wprowadzony został w 1866 roku przez Étienne’a Mulsanta i Claudiusa Reya. Do rodzaju tego należy 26 opisanych gatunków, w tym:
- Omonadus anticemaculatus (Pic, 1900)
- Omonadus bifasciatus (Rossi, 1792)
- Omonadus floralis (Linnaeus, 1758)
- Omonadus formicarius (Goeze, 1777)
- Omonadus hesperi (King, 1869)
- Omonadus lateriguttatus (De Marseul, 1879)
- Omonadus phoenicius (Truqui, 1855)
- Omonadus signatellus (Krekich-Strassoldo, 1928)